# Pectinopygus varius
Pectinopygus varius är en insektsart som beskrevs av Günter Timmermann 1964. Pectinopygus varius ingår i släktet Pectinopygus och familjen fjäderlöss. Inga underarter finns listade i Catalogue of Life.